# 有馬徹とノーチェ・クバーナ
有馬徹とノーチェ・クバーナ（ありまとおるとノーチェ・クバーナ）は日本を代表するラテンビッグバンド。1954年に結成され、ボーカル＆ギタリストの淡谷幹彦が有馬徹（1927年1月2日 - 1993年6月3日）の意志を継ぎ、二代目リーダーとして現在も活動しているラテン音楽オーケストラである。

## 概要
1954年有馬徹が初代リーダーとして結成、『NOCHE CUBANA』（日本語：キューバの夜）を楽団名とし、中南米音楽を中心に、クラシックをラテンリズムで演奏、ポピュラー音楽、ジャズスタンダードナンバー、映画音楽、日本民謡など、アレンジャーの前田憲男らの編曲によるアルバムがある。有馬徹の試みにより、聞くバンドから、見るバンド、そして淡谷幹（現：淡谷幹彦）が中心となってショーバンドとして活動を始める。歌謡曲部門では石原裕次郎のコンサート、レコードアルバムも数多く手がけた。彼が遺したスコアーとそれを忠実に演奏するバンドは今も健在、（NHK情報ネットワーク　チーフプロジューサー加藤和郎）。日本国内、アメリカ、ロシア（旧ソ連）ポーランド、での公演、国外での活動を行う。ラテン音楽を幅広く海外へ紹介、日本の代表的なラテンビッグバンドとして活動。インターナショナル選手権NHK杯では、レギュラーを務め、ダンスバンドとしても活動する。2014年には60周年を迎え、淡谷幹彦のメガフォンにより伝統的な有馬徹とノーチェクバーナのサウンドを提供し続けている。数少ない日本のラテン音楽プレゼンターとしては長寿なオーケストラとなる。

## 演奏

### テレビ出演
- 1964年NHK「歌のグランド・ショー」（レギュラー出演）
- 1965年～1967年第16、17回、18回、NHK紅白歌合戦（レギュラー出演）
- 1968年　フジテレビ「お昼のゴールデンショー」
- 1968年　テレビ朝日「アフタヌーンショー」（レギュラー出演）
- 1968年-1969年　フジテレビ「夜のヒットスタジオ」（レギュラー出演）
- 1979年　テレビ朝日「題名のない音楽会」
- 1979年　NHK「魅惑のメロディー」
- 1979年　NHK「ザッツミュージック」

### その他の主な出演
- 1962年～2012年　（民主音楽協会）全国コンサートツアー
- 1963年～　労音（勤労者音楽協議会）公演スタート
- 1965年　成人の日：NHKホールにて出演（皇太子夫妻来場）
- 1978年　文化庁芸術祭参加公演

## バンド生立ち
1968年にお昼のゴールデンショー番組にてレギュラー出演していたノーチェ・クバーナは、当時司会を務めていた前田武彦、コント55号らがその独特な有馬徹のマスクをみて”鉄仮面”とあだ名を付られた。

## 編成
演奏に使用されている主な楽器
- トランペット4人
- サックス5人
- パーカッション2人
- リズムセクション
- ピアノ1人
- ベース1人
- ドラムス1人
- ボーカル&ギター1人

## ディスコグラフィー・CD
- 1984Toru Arima & Noche Cubana Dance Dance Dance『ダンス　ダンス　ダンス』キングレコード株式会社
- 1985Toru Arima & Noche Cubana Let's Dance『レッツ・ダンス』1-6巻　監修：篠田 学　ユピテルレコード　ユピテル工業株式会社
- 2004裕ちゃんのホワイト・クリスマス　アーティスト：石原裕次郎／演奏者：有馬徹とノーチェクバーナ　㈱テイチクエンタテイメイント
- 2011有馬徹と「ノーチェクバーナ全集6巻」　（株）テイチクエンタテインメント
- 2011石原裕次郎リサイタル(1967年渋谷公会堂収録）㈱テイチクエンタテイメイント
- 2012有馬徹と「ノーチェクバーナの魅力5巻」（株）テイチクエンタテインメント